# Agriphila undatus
Agriphila undatus là một loài bướm đêm trong họ Crambidae.